# مجتبی میرجعفری
مجتبی میرجعفری نماینده معمم مردم اراک در مجالس اول و دوم بعد از انقلاب ۱۳۵۷ بود.
| دوره | تعداد رای | درصد آراء |
| ---- | --------- | --------- |
| اول  | ۱۱۲٬۱۰۸   | ۸۳٫۹      |
| دوم  | ۹۵٬۶۰۰    | ۶۳        |